# 策略貿易理論
策略貿易理論（英語：Strategic trade theory），描述某些國家會扶植國內的寡頭企業，以增強該企業在國際上的競爭力。 
该理论的主要思想是，國家可以通过贸易策略将外国企業的收益转移到国内企業，来提高国内的福利水平。國家使用出口补贴、进口关税和研发或投资补贴等措施，讓面临全球竞争的受補助企業在国际市场上的发展产生戰略上的影响。由于多个政府的干预策略會导致類似囚徒困境的狀況，该理论强调貿易協定應限制此類措施。 